# Ann Street Barry

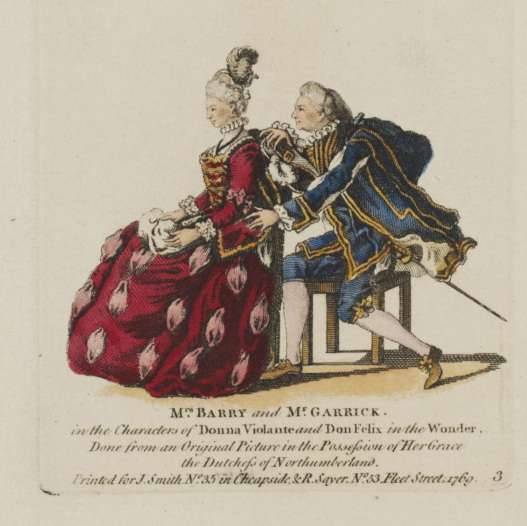
Anne Street Barry und Garrick, 1759

Ann Street Barry, geboren als Ann Street (* 1733 in Bath, England; † 29. November 1801 in London) war eine englische Sängerin, Tänzerin und Bühnenschauspielerin im 18. Jahrhundert.

## Leben
Ann Street Barry wurde 1733 in Bath als Tochter eines angesehenen Apothekers namens James Street geboren. Ihr Bruder, William Street, wurde 1784 Bürgermeister der Stadt (er starb 1785 in seinem Büro). Ihre Schauspielkarriere begann sie 1758 mit ihrem ersten Ehemann, dem irischen Schauspieler William Dancer, als Cordelia in King Lear. Dancer förderte ihr schauspielerisches Talent, soll aber auch zunehmend eifersüchtig auf ihren sich einstellenden Erfolg und ihre Bewunderer gewesen sein, weswegen es auch zu häuslichen Streitigkeiten gekommen sein soll. Dies wurde von der Öffentlichkeit hinter vorgehaltener Hand spöttisch begleitet. König Lear wurde von dem irischen Schauspieler Spranger Barry dargestellt und die beiden begannen auch eine Affäre. William Dancer starb kurz darauf im Dezember 1759, was dem Paar erlaubte ihre Beziehung legal weiterzuführen. Sie heirateten schließlich 1768.
1759 trat sie mit mäßigem Erfolg in einigen Hauptrollen in Dublin auf. Sie zog dann mit Spranger Barry für neun Jahre nach London, wo sie gemeinsam am Drury Lane auftraten. Ihre Darstellungen wurden hier recht gut aufgenommen und festigten ihren Ruf als Schauspielerin.
Ann Street Barry wechselte aufgrund von Streitigkeiten, die ihr Mann mit dem künstlerischen Leiter David Garrick wegen seines großen Erfolges als Othello hatte, zum Royal Opera House in Covent Garden. Nach seinem Tod blieb sie in Covent Garden und heiratete später erneut. Erste Erwähnung ihres Gatten als Mr. Crawford im Jahr 1778. Ihr letzter bekannter großer Auftritt war 1798 als Lady Randolph in John Homes Douglas.

## Kritik
Sarah Siddons beschrieb in einem Brief ihre Angst vor Barrys Talent und dass Lady Randolph sowie die Desdemona in Othello Barrys größten Rollen gewesen seien.
Sie wurde für ihre Desdemona und Belvidera von der Kritik sehr gelobt.
Das 1732 gegründete London Magazine schrieb im Juli 1767 hingegen, dass sie eine angenehme Person sei und ein annehmbares Gesicht, aber keinen Ausdruck darin habe. Nicht wirklich geeignet für die starken Rollen der Desdemona und der Belvidera.
Barry starb im Alter von 68 Jahren am 29. November 1801 und wurde neben ihrem zuvorigen Ehemann Spranger Barry in der Westminster Abbey beigesetzt.